# 蒙古灭大理之战
大理蒙古戰爭，又称蒙古入侵大理，發生於1244年至1265年，是蒙古帝国消灭大理国的战争。蒙古帝国共對大理国發動了三次戰爭。1252年蒙古大汗蒙哥令其弟忽必烈、大將兀良哈台共同征位于云南的大理国，蒙哥封摩些蠻主為玛哈羅嵯，翌年平，並委段興智續任總管。忽必烈即位为元世祖後，1265年派軍隊撲滅舍利畏起義，蒙古与大理的戰爭最終結束。大理最終成為元朝的屬地，後改為元雲南行省的控制；原大理東部成為元梁王辖地。

## 第一次戰爭
1244年，征蜀蒙古军派兵二十万出灵关攻打大理。大理皇帝段祥兴派在高泰和今丽江九禾一带迎战蒙古军展开激战。高禾等三千（一说九千）将士阵亡，蒙古方亦伤亡惨重。战役结束后，大理国派段连柘赴南宋通报，南宋派使者到大理九禾吊唁阵亡将士。大理国在九禾建佛塔——高禾塔，为战死沙场的将士超度。高禾塔残存塔砖有“追为高逾城和及殉国……”等文字。

## 第二次戰爭
天定三年（1253年），蒙古忽必烈从吐蕃与南宋治下四川交界处南下，攻克大理城。高泰祥與皇帝段兴智逃走。十二月，蒙古军攻克姚州（高泰祥兄弟属于逾城派，根据地在姚州弄栋府，又称統矢府，即今姚安），活捉高泰祥，被押回大理，斩杀于五华楼下。兀良哈台繼續攻擊大理國。翌年，兀良哈台攻下鄯闡，在昆澤（今宜良縣）俘獲段興智，大理國滅亡。

## 第三次戰爭
1265年，白族僧人舍利畏起兵抗元，眾達三十萬人，攻陷鄯阐、统矢、威楚等重鎮，大理總管段實與蒙古駐軍聯手平叛，大破舍利畏於安寧。